# Englisch-Spanischer Krieg (1625–1630)
Breda – Cádiz – St. Kitts
Der Englisch-Spanische Krieg war ein militärischer Konflikt zwischen dem Königreich England und dem Königreich Spanien in den Jahren 1625 bis 1630 im größeren Rahmen des Achtzigjährigen bzw. Dreißigjährigen Krieges. Den frühzeitigen Höhepunkt der Kampfhandlungen bildete ein englisches Unternehmen gegen den spanischen Hafen von Cádiz zu Beginn des Konfliktes. Mangelnde Finanzreserven und das zunehmende Engagement Englands in den französischen Hugenotten-Unruhen sowie Spaniens Konzentration auf den gleichzeitigen Kampf gegen die Niederlande führten zu einem Abebben der Kämpfe. Diese beschränkten sich auf Aktionen von Freibeutern und das Vorgehen der Spanier gegen die englischen Siedlungen in der Karibik. Der Krieg endete am 15. November 1630greg. mit dem Abschluss des Friedens von Madrid und der Wiederherstellung des Status quo ante.

## Vorgeschichte

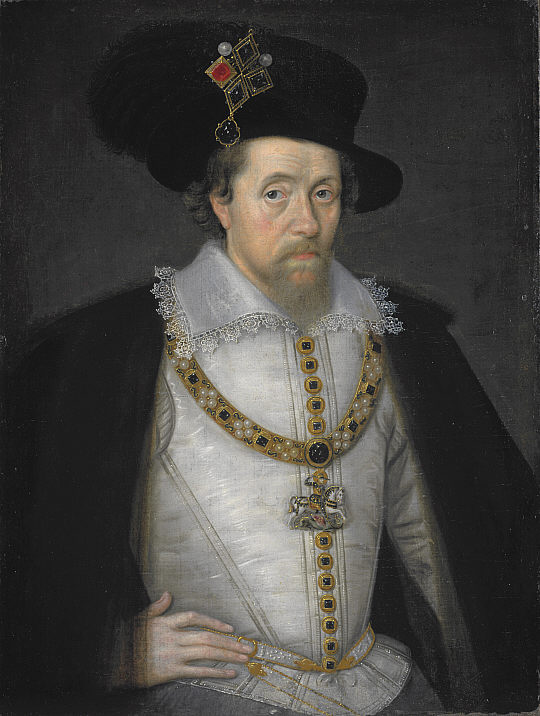
König James I., bis 1625 Herrscher von England, Schottland und Irland; unbekannter Maler

Der englisch-spanische Konflikt hatte seine Ursache in der Verwicklung beider Staaten in den Dreißigjährigen Krieg (1618–1648). Am 26. August 1619 war Kurfürst Friedrich V. von der Pfalz (1596–1632), Schwiegersohn des englischen Königs James I., von den gegen die Habsburger rebellierenden böhmischen Ständen zum König von Böhmen gewählt worden. Nach der Niederlage in der Schlacht am Weißen Berg am 8. November 1620 und der anschließenden Besetzung seiner Stammlande durch habsburgisch-spanische Truppen im folgenden Jahr befand er sich auf der Flucht. Er warb deshalb bei den protestantischen Mächten für sich und seine Sache gegen die katholischen Spanier und den Kaiser verstärkt um Unterstützung. Zu diesem Zeitpunkt hatten bereits kleinere Kontingente englischer Söldner an den Kämpfen in der Pfalz teilgenommen. Im Königreich England hatte das House of Commons bereits im Juni 1621 seine Unterstützung der Verteidigung des protestantischen Glaubens in Deutschland erklärt und ein Bündnis mit den Vereinigten Provinzen der Niederlande gewünscht. Dies wäre auch insofern folgerichtig gewesen, als England seit 1612 mit der Protestantischen Union verbündet war. König James I. versuchte jedoch seinem Ruf als Friedensbewahrer und Vermittler gerecht zu werden, den er seit seiner Vermittlung im Kalmarkrieg (1613) und im Jülich-Klevischen Erbfolgestreit (1614) innehatte. Um eine Eskalation des Glaubenskrieges zu verhindern und sich selbst in eine Schiedsrichterposition zu bringen, wollte er sich an Spanien anlehnen und zwischen den religiösen Parteien vermitteln. Kernpunkt dieser Politik waren Pläne für eine Ehe zwischen seinem Sohn und Erben Prince Charles und Maria Anna von Spanien (1606–1646), der Schwester des spanischen Königs Philipp IV. – das sogenannte „Spanish Match“. Eine solche Verbindung hätte nebenbei eine für England nachteilige französisch-spanische Annäherung konterkariert, das Haus Stuart aufgewertet und mit bis zu £ 600.000 Mitgift (Kaufkraft um 2012 ≈ £ 90,3 Mio.) die maroden Staatsfinanzen saniert. Andererseits war diese Option im protestantischen England unpopulär, wo man eine Konversion des Herrschers befürchtete, die mit ähnlichen religiösen Ausschreitungen einhergehen würde wie einst unter Königin Mary I. Tudor.
Obwohl bereits 1618 ein Entwurf für einen Ehevertrag existierte, wurde die Frage erst durch die Entwicklung des Dreißigjährigen Krieges dringend. Um aus einer Position der Stärke heraus zu verhandeln, ersuchte James I. das Parlament 1621 um Gelder für militärische Rüstungen. Dieses knüpfte die Bewilligung jedoch an die Bedingung, das katholisch-spanische Heiratsprojekt fallen zu lassen. Der König, der eine Einmischung in außenpolitische Fragen nicht tolerierte, löste die Versammlung umgehend auf. Ohne Gelder konnte er jedoch kaum Druck auf die spanische Regierung ausüben. Im Sommer 1622 strengte James I. in Brüssel eine Friedenskonferenz an, doch da die katholischen Mächte gerade zahlreiche militärische Erfolge verbucht hatten, war deren Verhandlungsbereitschaft nur gering. Spanien hatte zudem kein Interesse, durch eine Räumung der Kurpfalz seinen festen Stand im Rheinland zu gefährden, durch das zahlreiche Nachschubgüter aus dem Mittelmeer zu den spanischen Truppen in den Niederlanden transportiert wurden. Die Konferenz wurde deshalb Ende des Jahres abgebrochen. Derweil liefen noch immer die Verhandlungen über eine eventuelle Heirat. Die spanische Regierung forderte nicht weniger als die Gleichstellung der Katholiken in England. James I. befahl daher im August 1622 die Gesetze für deren Verfolgung nicht mehr anzuwenden und verbot lediglich politische Inhalte in Predigten. Seine Popularität erreichte damit einen Tiefpunkt. Wohl in der Absicht, die hinhaltende Position der Spanier zu durchbrechen und endlich Ergebnisse vorweisen zu können, reisten Prinz Charles und der engste Berater des Königs, Lord Buckingham (1592–1628), im Februar 1623 nach Madrid. Dort forderten sie den umgehenden Abschluss eines Ehevertrages und die Räumung der pfälzischen Gebiete. Die spanische Regierung verlangte ihrerseits die Konversion des Prinzen sowie des Sohns von Friedrich V. zum Katholizismus. Dies war für England in jeder Hinsicht inakzeptabel und kam einer Zurückweisung gleich. Der Prinz und Buckingham erreichten ihre Heimat am 5. Oktober 1623. Beide fühlten sich durch die Behandlung in Spanien gedemütigt und waren sich bewusst, dass sie durch diese Reise bedeutend an Ansehen unter den englischen Protestanten verloren hatten.

## Entscheidung zum Krieg

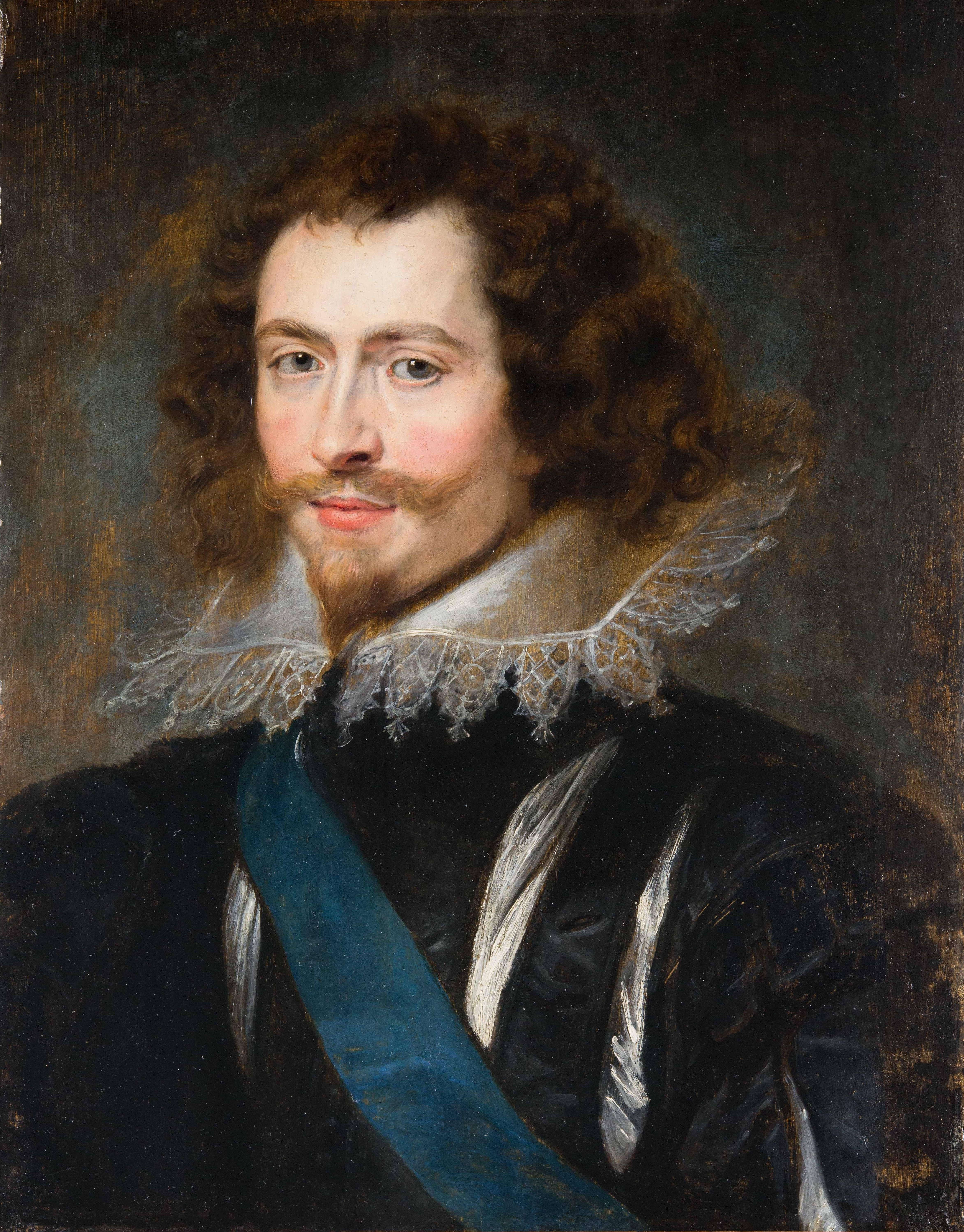
George Villiers, 1. Duke of Buckingham, Gemälde von Peter Paul Rubens, c. 1623

Nach ihrer Rückkehr im Oktober 1623 läuteten Charles und Buckingham die von den Zeitgenossen so bezeichnete „Blessed Revolution“ ein – einen fundamentalen Umschwung in der bisher spanienfreundlichen Politik Englands seit 1604. Diese erfolgte nicht sofort, denn der alte König und ein bedeutender Teil des Staatsrates hielten noch an einem friedlichen Ausgleich mit Spanien fest. Als Philipp IV. von Spanien im Januar 1624 die Herausgabe der Pfalz anbot, wenn die Heirat realisiert würde, weigerte sich Charles dem nachzukommen. Stattdessen zogen er und Buckingham Mitglieder des Staatsrates auf ihre Seite. Viele Minister folgten, denn es war abzusehen, dass Charles schon bald König sein würde. Im Parlament, das von Februar bis Mai 1624 tagte, gelang es, die Abgeordneten zum Bruch aller Verträge mit Spanien zu bewegen und einige Gelder für einen Krieg zu bewilligen. Allerdings blieb dabei zunächst offen, gegen wen dieser geführt werden sollte – gegen Spanien oder direkt gegen den Kaiser zur Rückeroberung der Pfalz. Die Idee eines Krieges war an sich populär. Die Abgeordneten rechneten mit ihm und hatten deshalb £ 300.000 bewilligt. Allerdings bestand keine Einigkeit über die Art dieses Krieges, denn die Parlamentarier bevorzugten einen kostengünstigen Feldzug gegen die reichen spanischen Kolonien, der ihren Handelsinteressen entgegenkam.
War die Popularität des Duos Charles/Buckingham im Sommer 1624 besonders hoch, so schlug sich die folgende Tatenlosigkeit bald in Unzufriedenheit der Öffentlichkeit nieder, denn der alte König James stellte sich den Bemühungen der Kriegspartei um seinen Sohn weiter entgegen. Für ihn stand noch immer die Pfalz und nicht Spanien im Mittelpunkt. Er versuchte daher ein anti-habsburgisches Bündnis mit Frankreich zu initiieren, deren Kernpunkt die Heirat seines Sohnes mit einer französischen Prinzessin sein sollte. Dafür machte er große Zugeständnisse, wie die Aussetzung der Katholiken-Verfolgungen in England und die Unterstützung der französischen Krone gegen die aufständischen Hugenotten. All diese Maßnahmen waren in der englischen Öffentlichkeit zutiefst umstritten. Das vom Parlament bewilligte Geld verwendete James dazu, eine Expedition unter dem Söldnerführer Peter Ernst II. von Mansfeld auszurüsten, deren Ziel die Pfalz sein sollte. Allerdings scheute Frankreich noch die Konfrontation mit Spanien und verweigerte den englischen Truppen das Durchmarschrecht. Die Mansfelder Truppen wurden daher im Januar 1625 in die Vereinigten Niederlande verschifft, wo sie allerdings schlecht versorgt wurden. Nur wenige Wochen später waren von den 12.000–15.000 Mann nur noch 5000 übrig – der Rest war desertiert, erkrankt oder verstorben. Die Politik James’ I. in diesen Monaten war teuer und unpopulär, ohne jedoch zu irgendwelchen Vorteilen zu führen.

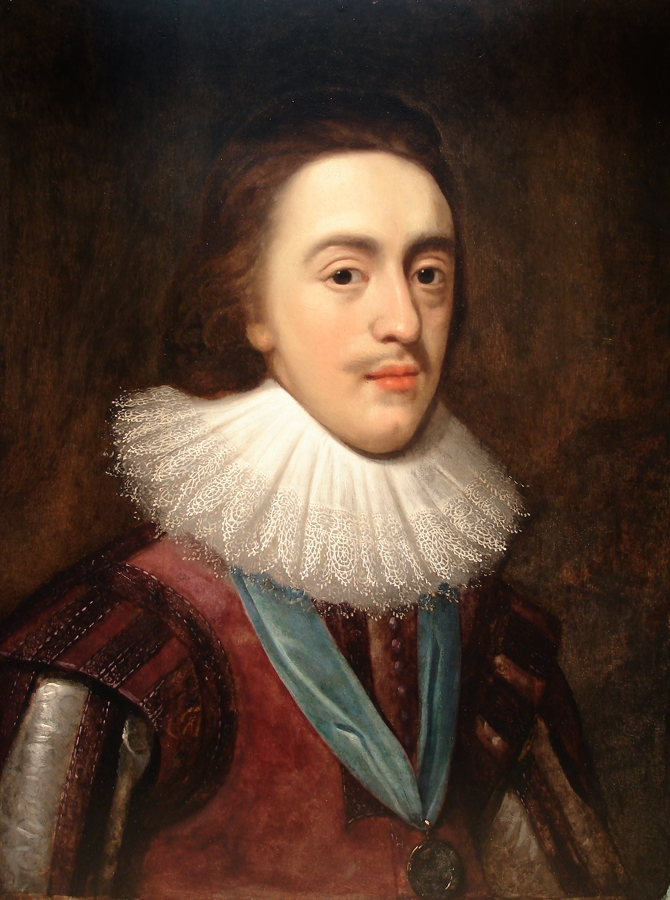
Charles, Kronprinz und seit 1625 König von England; Gemälde von Daniel Mytens, um 1624

Am 27. März 1625 starb James I. schließlich und sein Sohn bestieg als König Charles I. den Thron. Bereits am 9. April berief er eine Kommission unter dem Duke of Buckingham ein, welche über die Außenpolitik des Landes beraten sollte. Kernpunkte waren das Verhältnis zu Spanien, ein Bündnis mit Frankreich und Wege zur Wiederherstellung der Pfalz, eventuell mit niederländischer Hilfe. Eine zweite Kommission, deren Vorsitz ebenfalls Buckingham innehatte, beriet fast zeitgleich über alle militärischen Maßnahmen des Landes. Zumindest der Allianz mit Frankreich kam man mit der Hochzeit Charles’ mit Henrietta Maria von Frankreich im Mai 1625 einen großen Schritt näher. Doch den Mansfelder Truppen wurde der Durchmarsch durch Frankreich noch immer verwehrt.
Die Außenpolitik gestaltete Charles nun wesentlich aggressiver. Er befahl die Aufstellung von 10.000 Soldaten, unterstützte Christian IV. von Dänemark gegen den Kaiser mit £ 30.000 und unterstellte die Mansfelder Truppen den Vereinigten Provinzen, damit sie im Krieg gegen Spanien Verwendung fanden. Bereits Ende April wies Charles die Admiralität an, Kaperbriefe auszustellen, die es erlaubten, Schiffe im Besitz der Spanischen Niederlande zu überfallen. In internen Memoranden sprach der neue König explizit von einem bevorstehenden Krieg gegen Spanien. Um die finanziellen Mittel dafür zu erhalten, berief er das Parlament ein und ersuchte dort im Juni 1625 um die Bewilligung von Geldern. Nach 12 Tagen Beratungen gewährte die Versammlung £ 160.000, was lange nicht ausreichte, um einen Krieg zu finanzieren. Da inzwischen die Pest in London ausgebrochen war, berief Charles eine weitere Zusammenkunft in Oxford ein, wo er darlegte, dass mindestens £ 800.000 nötig wären. Die Abgeordneten forderten ihrerseits jedoch eine strengere Verfolgung der Katholiken im Königreich sowie eine Beschränkung der Macht des Duke of Buckingham. Obwohl Charles zusicherte, dass er sich in einer folgenden Sitzung im Winter der Beschwerden annehmen werde, wenn die Abgeordneten ihm jetzt die nötigen Gelder gäben, erhielt er keinerlei weitere finanzielle Mittel. Er löste das Parlament deshalb auf. Buckingham schlug nun vor, die Mitgift Henrietta Marias sowie eine königliche Zwangsanleihe zu verwenden, um eine erste Expedition auszurüsten. Sie sollte dann die spanische Küste plündern, die Silberflotte abfangen und auf diese Art die Finanzierung des Krieges sicherstellen. Am 18. September 1625 konnte der Vertrag von Southampton mit den Vereinigten Provinzen abgeschlossen werden. In ihm verpflichteten sich beide Seiten zu einer gemeinsamen Expedition gegen Spanien. Die Niederlande sollten 22 Kriegsschiffe dafür bereitstellen und mit 25 weiteren Schiffen die Freibeuter aus Dünkirchen in spanischem Dienst in Schach halten, während England seine Hauptstreitkräfte in spanische Gewässer entsenden sollte.

## Verlauf

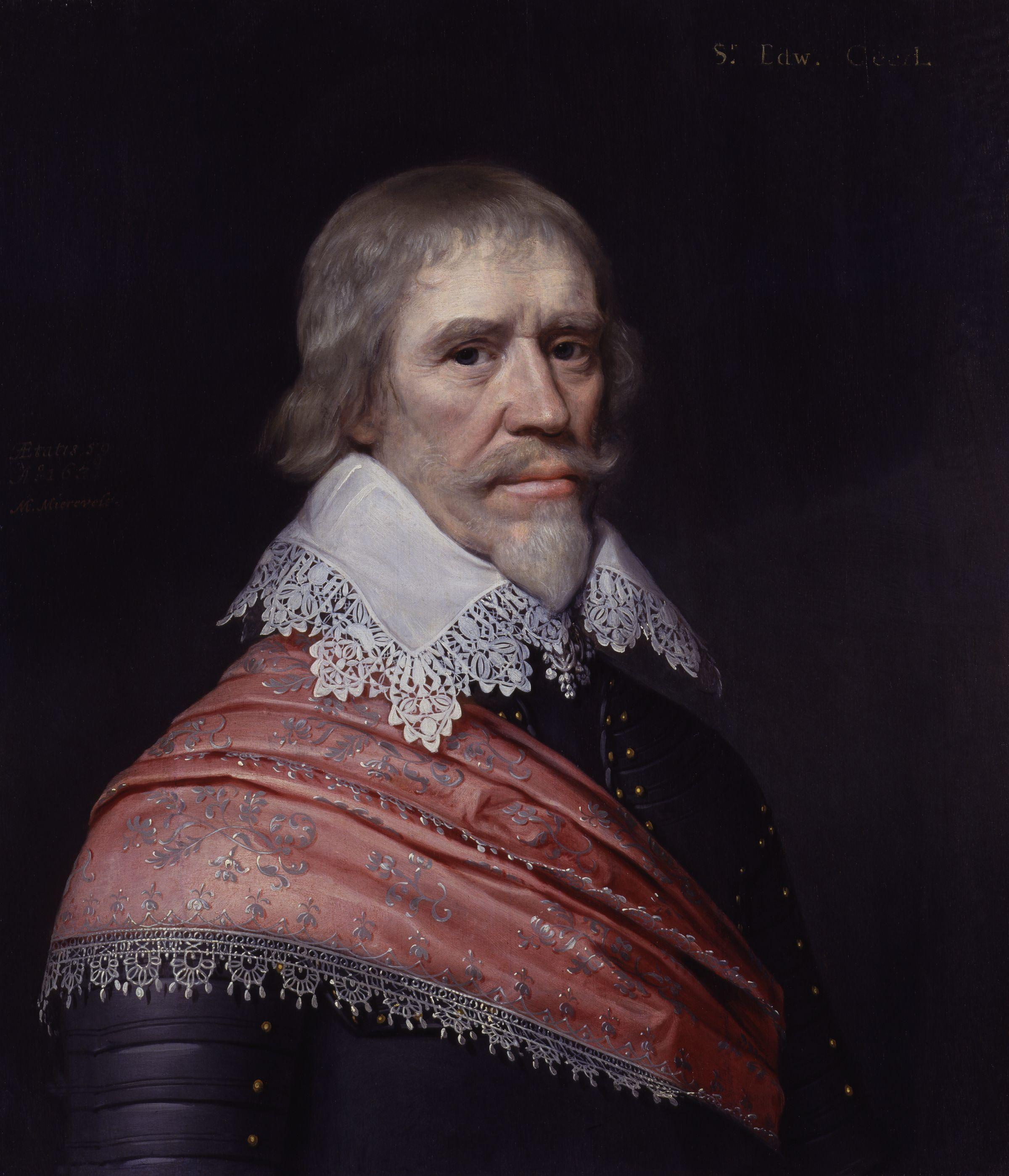
Sir Edward Cecil, Oberbefehlshaber der englischen Cádiz-Expedition; Gemälde von Michiel Janszoon van Miereveldt

Nachdem der Angriff auf Spanien beschlossen war, ging man an die militärischen Vorbereitungen. Die Aufstellung von Landtruppen wurde durch die Gemeinden geregelt. Jede von ihnen musste ein bestimmtes Kontingent an Rekruten stellen, doch nach welchen Prinzipien diese ausgewählt wurden, blieb den Gemeinden überlassen. Dies führte dazu, dass ein Großteil der mehr als 10.000 Rekruten, die in Dorset und Devon zusammengezogen wurden, gegen ihren Willen in den Militärdienst gepresst worden war, weil sie z. B. Streit mit den Dorfvorstehern hatten oder in ihren Gemeinden als unerwünschte Elemente galten. Bei der Besichtigung eines Regiments von 2000 Mann waren 200 Männer körperlich untauglich, 24 ernsthaft krank, 26 älter als 60 Jahre, 4 blind, einer geisteskrank und viele andere hatten körperliche Behinderungen. Da die Männer kaum Geld besaßen, andererseits aber auch schlecht versorgt waren, kam es bald zu Übergriffen auf die Zivilbevölkerung, der Lebensmittel und Kleidung geraubt wurde. Schließlich musste man der Soldateska die Waffen abnehmen, um weitere Übergriffe abzuwenden. Andererseits konnte so kein militärisches Training mehr erfolgen. Auch die Schiffe, welche diese Armee transportieren sollten, befanden sich in schlechtem Zustand. Insgesamt konnten zwar 12 Kriegsschiffe der Royal Navy sowie 73 bewaffnete Kauffahrer und Transportschiffe aufgeboten werden, doch waren diese oft überaltert und langsam. Viele von ihnen hatten bereits 1588 im Kampf gegen die spanische Armada gestanden. Auf diesen Schiffen befanden sich Anfang Oktober 1625 zusammen 5952 Matrosen und 10.448 Soldaten.
Fragwürdig war auch die Qualifikation der designierten Oberbefehlshaber. Der Duke of Buckingham überging den verdienten Veteranen Admiral Sir Robert Mansell und ernannte stattdessen einige seiner loyalen Anhänger. An der Spitze der Expedition sollte Sir Edward Cecil stehen, der zumindest als Regimentskommandeur in den Niederlanden Erfahrungen gesammelt hatte. Bei den übrigen Kommandeuren der einzelnen Geschwader, wie dem Earl of Essex, hielten sich selbst diese Art von Erfahrungen in engen Grenzen. Darüber hinaus hatte keiner der sechs maßgeblichen Führungsoffiziere jemals maritime Streitkräfte befehligt. Als besonders nachteilig sollte sich dabei die völlig unzureichende Arbeit des unerfahrenen Oberquartiermeisters auswirken, der die Schiffe nicht adäquat ausrüstete. Hinzu kam, dass Sir Cecil keine klaren Befehle erhielt. Er sollte den Spaniern lediglich Schaden zufügen, reiche Städte überfallen und vielleicht die spanische Silberflotte abfangen. Der Oberbefehlshaber versuchte daher seine Entscheidungen mittels eines Kriegsrates zu treffen. Aber auch ohne klare Anweisungen war es bald bekannt, dass die Stadt Cádiz, welche schon mehrfach von englischen Truppen geplündert worden war, das Ziel der Expedition werden sollte. Die Geheimhaltung versagte völlig.

### Cádiz-Expedition
Die Stadt Cádiz zählte 1625 etwa 14.000 Einwohner. Sie genoss das königliche Privileg, mit den Westindischen Inseln zu handeln, und war daher das Ziel der alljährlichen Silberflotte. Eine englische Flotte unter Francis Drake hatte den Hafen bereits 1587 überfallen, und 1596 war die Stadt noch einmal von englischen Truppen eingenommen und geplündert worden. Nach diesen Erfahrungen aus dem Englisch-Spanischen Krieg zwischen 1586 und 1604 hatten die Spanier Anfang des 17. Jahrhunderts ihre Befestigungsanlagen verstärkt.
Die Flotte verließ Plymouth am 8. Oktober 1625 und traf das niederländische Geschwader von 22 Kriegsschiffen unter Wilhelm von Nassau im Ärmelkanal. Tage später begann eine Serie von Friktionen. Das Schiff Lion hatte zu viele Lecks und musste umkehren. Viele andere Schiffe waren inkompetent ausgerüstet worden, sodass der Proviant bereits am dritten Tag auf See knapp zu werden begann und die Rationen gekürzt werden mussten. Das Flaggschiff wurde während eines Sturmes so in Mitleidenschaft gezogen, dass es nur durch konstantes Abpumpen über Wasser gehalten werden konnte. Nachdem das Wetter sich gebessert hatte, berief Sir Cecil am 20. Oktober einen Kriegsrat ein, um einen Überblick über die Schäden zu bekommen. Es stellte sich heraus, dass die Versorgung schlechter war als angenommen, dass Trinkwasser kontaminiert und sogar Schießpulver nass geworden war. Während der Stürme war zudem der Kontakt zur Schwadron des Earls of Essex verloren gegangen. Als man nahe der spanischen Küste schließlich einen Verband ohne Flaggenkennzeichen entdeckte, eröffnete Sir Cecil die Jagd auf diesen vermeintlich fliehenden Teil der spanischen Silberflotte. Später stellte sich jedoch heraus, dass es die verloren gegangene Schwadron war. Trotz aller Schwierigkeiten erreichte der englisch-niederländische Verband am 1. November Cádiz.
Die Nachricht von der Vorbereitung einer englisch-niederländischen Expedition verursachte einige Verwirrung in Madrid. Man befürchtete, dass gegnerische Truppen ins Mittelmeer befördert werden sollten, wo Genua, Sizilien oder Neapel als Ziele in Betracht kamen. Nördlich von Genua führte Spanien bereits Kämpfe gegen den Herzog von Savoyen und im Veltlin gegen die Franzosen. Diese Kriegsschauplätze waren denkbare Ziele. Auf spanischer Seite hatte man, begünstigt durch die schlechte englische Geheimhaltung, auch mit einem Angriff auf die Stadt Cadiz gerechnet und sie deshalb gut mit Proviant ausgestattet und mit Truppen besetzt. Als die Engländer jedoch den ganzen Sommer über nicht auftauchten und der Herbst nahte, verlegte man die Truppen in Quartiere, die über ganz Andalusien verteilt lagen. Sie standen unter dem Befehl von Juan Manuel Pérez de Guzmán y Gómez de Silva, dem Sohn des Admirals, der 1588 die spanische Armada gegen England geführt hatte. In Cádiz, wo der greise Gouverneur Don Fernando Girón befehligte, verblieben nur 300 Mann.

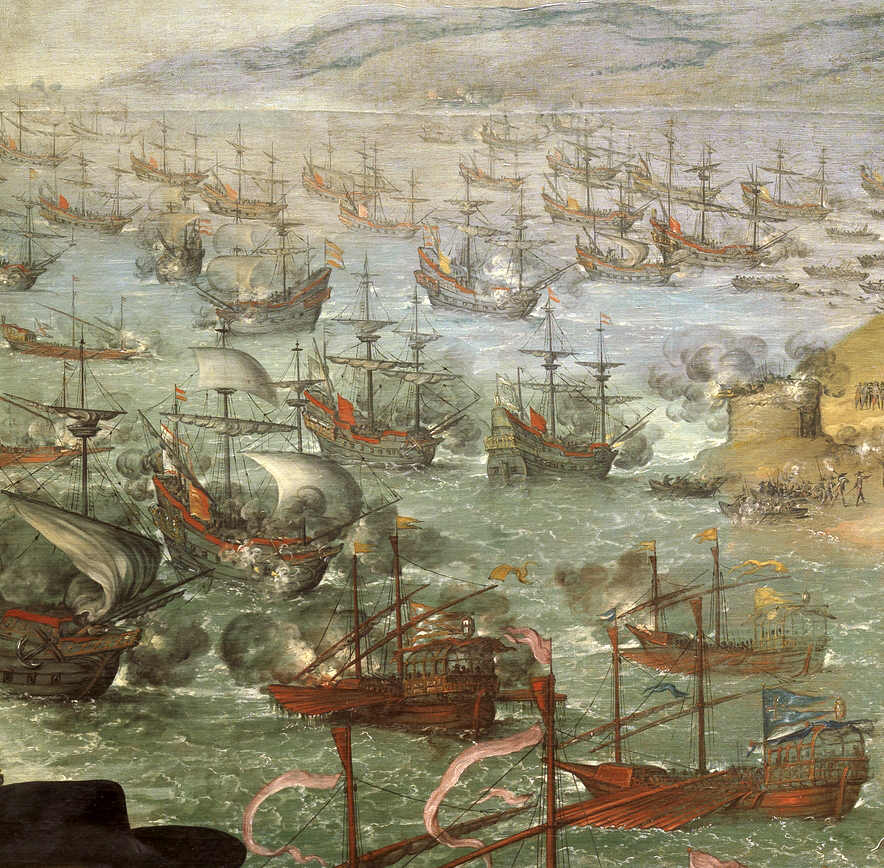
Englisch-niederländische Schiffe bei dem Beschuss von Fort Puntal; Detail aus einem Gemälde von Francisco de Zurbarán, 1634.

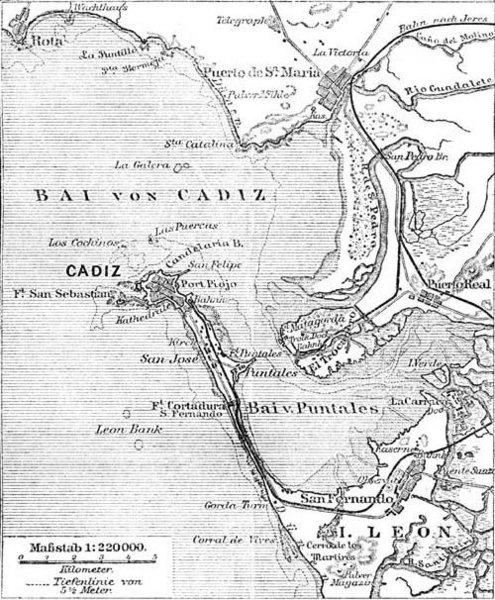
Karte der Bucht von Cádiz. Im Norden befindet sich Santa María, südlich der Stadt Cádiz das Castillo Puntal, im Osten der königliche Hafen (Puerto Real)

Zunächst entsandte Cecil die Schwadron Essex’ in die Hafenbucht, um einen geeigneten Ankerplatz zu suchen. Essex entdeckte dort 12 Galeonen sowie etwa 15 Galeeren und griff diese sofort an. Bald erreichte auch das Gros der englischen Flotte die Bucht und schuf so ein erdrückendes Übergewicht. Die Spanier zogen sich deshalb in einen nördlichen Seitenfluss zurück. Sir Cecil plante zunächst, die spanischen Schiffe sofort zu verfolgen; dagegen meldeten mehrere Kapitäne in einem kurzfristig anberaumten Kriegsrat Bedenken an: Die Spanier säßen ohnehin im Fluss fest und könnten nicht entkommen, weshalb deren Verfolgung keine Priorität habe. Ein englischer Händler aus Cádiz unterrichtete Cecil unterdessen, dass die Stadt nur schwach besetzt sei und man sie leicht einnehmen könne, wenn man nur schnell wäre. Dagegen insistierte der Kriegsrat darauf, dass zunächst das Fort Puntal, welches die Bucht beherrschte, eingenommen werden müsse. Der Angriff auf das Fort begann bei Einbruch der Dunkelheit und sollte von 20 englischen Handelsschiffen mit geringem Tiefgang und 5 niederländischen Kriegsschiffen durchgeführt werden. Doch die Handelsschiffskapitäne dachten nicht daran, ihre privaten Schiffe zu riskieren, und weigerten sich, am Angriff teilzunehmen. Die Niederländer erlitten bei ihrem allein vorgetragenen Vorstoß hohe Verluste durch die acht schweren Kanonen des Forts, und eines ihrer Schiffe lief auf Grund. Nach einem wütenden Protest des niederländischen Admirals unterstützte die Schwadron Essex’ den Angriff, aber die Händler weigerten sich noch immer. Als sie sich endlich am Feuerwechsel beteiligten, lagen ihre Salven zu tief und ein Schuss ging sogar durch das Heck von Essex’ Flaggschiff. Am folgenden Tag gingen Soldaten des Regiments unter Sir John Burgh an Land und nahmen Puntal ein, mussten jedoch feststellen, dass die etwa 2000 Kanonenschüsse kaum Schäden angerichtet hatten. Der 120 Mann starken spanischen Besatzung unter Capitan Francisco Bustamante wurde freier Abzug gewährt. Die gesamte Operation hatte 24 Stunden in Anspruch genommen und den Spaniern die Zeit für Gegenmaßnahmen gelassen. Denn inzwischen waren von Pérez Verstärkungen organisiert und mithilfe von Galeeren in die Stadt gebracht worden, sodass der Gouverneur bereits am Abend des Tages über etwa 4000 Soldaten verfügte. Weitere Verstärkungen verteilte Pérez in den umliegenden kleineren Küstenorten, um auf weitere englische Landungen vorbereitet zu sein.
Nun begann die Anlandung der gesamten englischen Truppen. Sir Cecil entschloss sich, die Suazo-Brücke einzunehmen, um seinen Angriff gegen Cádiz im Rücken abzusichern. Dort hatten sich 2300 spanische Soldaten mit sieben Kanonen unter Luis Portocarrero bereitgestellt. Etwa 8000 englische Soldaten marschierten daher über die Isla de León auf die Brücke zu. Allerdings hatte ein Regiment keinen Proviant von Bord mitgenommen und musste daher umkehren. Überhaupt fehlte es an Essen und Wasser. Als man am Abend das Lager aufschlug, entdeckte man in einigen Häusern die Weinvorräte der spanischen Marine. Cecil genehmigte das Aufbrechen von einem Fass pro Regiment, aber durch das wenige Essen und die große Wärme kam es bald zu einem regelrechten Besäufnis, bei dem die Offiziere die Kontrolle über ihre Mannschaften vollständig verloren. Bald musste die Leibwache Sir Cecils in die Menge feuern, da die Leute auf ihren Befehlshaber losgingen. Am folgenden Morgen zog Sir Cecil mit der Masse der Truppen wieder in Richtung Puntal ab. Viele betrunkene Soldaten mussten zurückgelassen werden. Als die Spanier später vorstießen, fielen ihnen etwa 2000 Engländer ohne Kampf in die Hände.
Unterdessen wurde auch die spanische Marine aktiv. Sie versenkte vier Hulks am Eingang des Flusses, sodass bei einem Angriff der Flotte nur ein Schiff nach dem anderen passieren konnte. Ein Angriff war damit praktisch unmöglich gemacht worden. Sir Cecil entschloss sich daher zum allgemeinen Rückzug. Die Unordnung am Strand war jedoch so groß, dass es die ganze Nacht dauerte, die Soldaten wieder einzuschiffen. Bis dahin blieben die Soldaten im Regen und kaum versorgt im Freien. Erst am folgenden Tag verließen die Engländer die Bucht von Cádiz.
Sir Cecil kreuzte nun vor der spanischen Küste und versuchte die Silberflotte abzufangen. Die bereits gewarnten Spanier nahmen jedoch eine südlichere Route entlang der nordafrikanischen Atlantikküste und vermieden somit einen Zusammenstoß. Am 14. November 1625 entschied sich Sir Cecil zur Rückkehr nach England, da der Zustand seiner Schiffe, Mannschaften und Vorräte ein längeres Verweilen auf See unmöglich machte. Ein großes Problem stellte die Unterbesetzung der Schiffsbesatzungen dar, denn aufgrund der miserablen Ernährungslage waren viele Seeleute krank geworden. Auf einigen Schiffen brach zudem die Pest aus. Schon bald waren die Mannschaften mancher Schiffe so stark dezimiert, dass ihre Schiffe nicht mehr durch die Herbststürme nach England gesteuert werden konnten. Sir Cecils „Lösung“ verschlimmerte die Situation: Er befahl, dass jedes nicht betroffene Schiff zwei gesunde Männer an die dezimierten Besatzungen abzugeben hat – im Austausch für jeweils zwei kranke Seeleute. Mit dieser Maßnahme wurde die Pest innerhalb kürzester Zeit über die ganze Flotte verbreitet. In den folgenden Unwettern wurde fast der gesamte Verband verstreut. Einzeln oder in kleinen Gruppen steuerten die Überlebenden die irische oder südenglische Küste an. In einigen Schiffen gab es nicht mehr genug Leute, um ein Langboot zu besetzen oder die Pumpen zu bedienen. So waren von der 150 Mann starken Besatzung der Anne Royal, dem Flaggschiff, nur noch 20 Mann übrig, als sie am 11. Dezember 1625 in Kinsale ankam. Erst am 28. Januar 1626 waren das Schiff und seine Mannschaft bereit, mit Sir Cecil an Bord nach England zu fahren, wo es erst am 28. Februar anlangte. Aufgrund ihrer miserablen Gesundheit starben in den folgenden Wochen noch Dutzende Seeleute in den englischen Küstenstädten, wo die Pest weitere Verluste verursachte.
Der Abgeordnete im Unterhaus und Sekretär des Lords der Admiralität Sir John Glanville verfasste ein Manuskript über die Ereignisse der Expedition, welches bald unter dem Titel Voyage to Cadiz in politischen Kreisen zirkulierte und besonders für die Gegner der Regierung interessant war. Am 6. März 1626 klagten der Staatssekretär Sir Edward Conway, der Earl of Essex sowie neun weitere Untergebene Cecil vor dem Privy Council an. Sie alle waren Anhänger des Dukes of Buckingham und ohne größere militärische Erfahrung, während die Berufssoldaten weiterhin loyal zu Sir Cecil standen und ebenso wie die Mehrheit der Unterhausabgeordneten Buckingham als den Schuldigen ansahen. Doch Charles I. nahm Sir Cecil in Schutz. Mehr noch: Er bestätigte dessen Titel als Viscount Wimbledon und ernannte ihn zum Lord Lieutenant of Surrey.

### Weiterer Kriegsverlauf in Europa

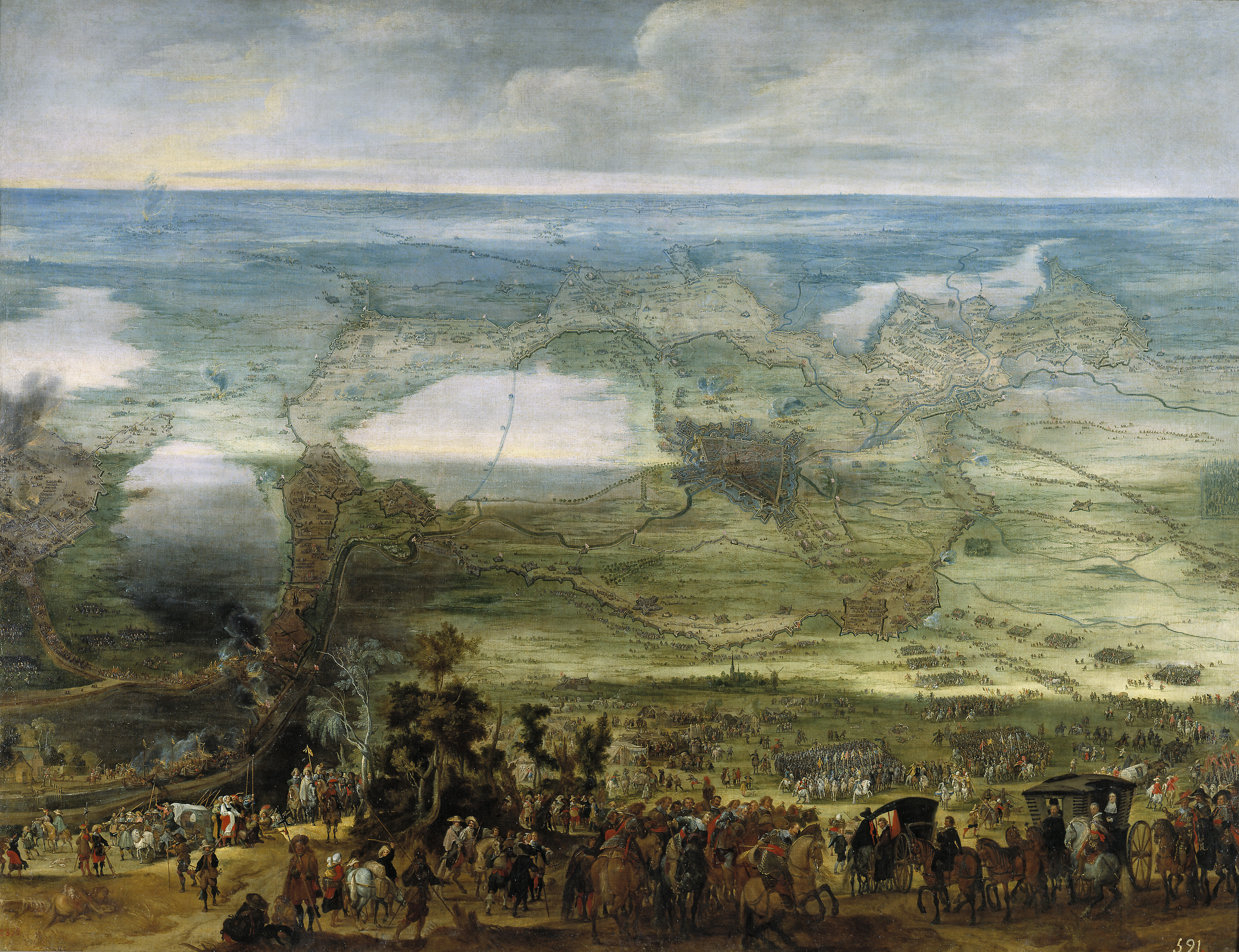
Belagerung von Breda durch die Spanier – am Entsatzversuch 1625 war ein englisches Truppenkontingent beteiligt; Gemälde von Pieter Snayers

Obwohl beide Staaten auch in den folgenden fünf Jahren im Kriegszustand verblieben, waren die Kampfhandlungen, wie ein spanischer Historiker schrieb, nach der fehlgeschlagenen Cádiz-Expedition eher symbolischer als realer Natur. Spanien brauchte seine Ressourcen zum Kampf gegen die Vereinigten Provinzen der Niederlande und zur Unterstützung des Kaisers im Reich. So wurde der Krieg vor allem durch die spanischen Freibeuter von Dünkirchen aus gegen den englischen Handel geführt. Im Winter 1625/26 operierten sie jeweils in Gruppen von zwei bis drei schnellen Fregatten und brachten Dutzende englischer Prisen ein. Zwischen Edinburgh und Falmouth setzten sie der gegnerischen Fischerei und der Küstenschifffahrt zu. Die Royal Navy fand keine Mittel gegen diese Bedrohung, und so gingen in den folgenden Jahren etwa 300 Schiffe verloren, was 15 bis 20 % der englischen Handelsmarine entsprach. Hinzu kam, dass die lukrativen Absatzmärkte auf der Iberischen Halbinsel und im Mittelmeer nun nicht mehr zur Verfügung standen. Der damit verbundene ökonomische Niedergang vor allem in den englischen Hafenstädten führte bald zu hoher Arbeitslosigkeit und sozialen Unruhen. Verstärkt wurde die niedergedrückte Stimmung noch durch den Ausbruch einer Pest-Epidemie, die allein im Sommer 1625 in London 34.417 Todesopfer forderte.
Charles I. versuchte den Krieg fortzuführen, indem er sich in eine breite protestantische Koalition gegen die Habsburger einreihte. Diese am 19. Dezember 1625 abgeschlossene Haager Allianz bestand aus den Niederlanden, Dänemark und England. Unter anderem verpflichtete sich Charles I. zur Zahlung von Subsidien an König Christian IV. von Dänemark, der im Gegenzug die Kurpfalz zurückerobern sollte. Aber für diese Pläne wie überhaupt für die gesamte weitere Kriegführung benötigte Charles I. Geld, welches er u. a. durch einen Kaperkrieg gegen spanische Schiffe zu erhalten hoffte. Er veröffentlichte daher am 31. Dezember 1625 eine weitere „Proklamation um zu erklären, dass alle Schiffe, die Getreide oder Nahrungsmittel oder irgendeine Form von Kriegsgütern für oder zu dem König von Spanien oder einem seiner Untertanen transportieren, als rechtmäßige Prise genommen werden dürfen und sollen.“
Gleichzeitig war absehbar, dass der englische König erneut das Parlament einberufen musste, um weitere Gelder zur Kriegsfinanzierung fordern. In der englischen Öffentlichkeit galt der Duke of Buckingham als Verursacher dieser Missstände, und tatsächlich trug er als Lord Admiral zweifellos einen Teil der Verantwortung. So war es wenig verwunderlich, dass sich gleich bei Eröffnung des Parlaments im Februar 1626 harte Kritik an seiner Führung entlud. Sir John Eliot aus Newport hatte die desaströsen Folgen der Cádiz-Expedition mit eigenen Augen gesehen und rief in einer Rede vor dem Unterhaus: „Unsere Ehre ist ruiniert, unsere Schiffe versenkt, unsere Männer niedergemacht, aber nicht durch das Schwert, nicht durch den Feind und nicht durch Zufall, sondern durch diejenigen, denen wir trauen [sollten].“ Während Charles I. Gelder für die Fortsetzung des Krieges verlangte, waren die Abgeordneten im März 1626 lediglich bereit, die £ 300.000 zu bewilligen, wenn der König auf ihre innenpolitischen Forderungen eingehen würde. Charles wollte sich jedoch nicht festlegen. Im Mai leiteten die Abgeordneten schließlich ein Verfahren gegen den Duke of Buckingham ein, woraufhin Charles das Parlament im Juni auflöste.
Die Aussichten für die Verbündeten von König Charles verschlechterten sich im Laufe des Jahres weiter. Die Niederlage in der Schlacht bei Lutter (27. August 1626) beendete die Hoffnungen, die Kurpfalz durch den dänischen Verbündeten wieder zu erringen. Ab dem Frühjahr 1626 hatte die Royal Navy unter Captain Sir John Pennington den Kaperkrieg gegen die spanischen Schiffe im Ärmelkanal geführt. Zwar hatte dies der Krone bald £ 50.0000 eingebracht, doch da auch zahlreiche französische Schiffe angegriffen worden waren, musste dies kurze Zeit später zu einem bewaffneten Konflikt mit Frankreich führen. Die Weigerung Kardinal Richelieus, des leitenden Ministers in Frankreich, direkt gegen Spanien vorzugehen und englischen Truppen den Durchmarsch in die Kurpfalz zu gestatten, sowie die Ausweisung des Hofstaates der aus Frankreich stammenden englischen Königin belasteten das Verhältnis zusätzlich. Als der Duke of Buckingham gegen Richelieu zu intrigieren und die französischen Hugenotten zu unterstützen begann, war der offene Bruch im Februar 1627 unvermeidlich geworden. Frankreich verständigte sich daraufhin am 20. März 1627 in einem Vertrag mit Spanien. Dieser sah unter anderem die Stellung von 80 Kriegsschiffen und der nötigen Ausrüstung für eine Invasion der britischen Inseln durch die beiden Vertragspartner vor.
Charles I. sah sich nunmehr mit nur geringen finanziellen Mitteln in einer Auseinandersetzung sowohl mit Spanien als auch mit Frankreich verwickelt. Er beschloss sich auf die Unterstützung der Hugenotten im Krieg gegen die französische Krone (siehe Englisch-Französischer Krieg) zu konzentrieren, weshalb die Kampfhandlungen gegen Spanien nun völlig zum Erliegen kamen. Besonders Buckingham förderte diese Politik, gab sie ihm doch Gelegenheit, sich als Vorkämpfer des protestantischen Glaubens zu profilieren und gleichzeitig einen äußerst „populären Krieg“ zu führen.

### Karibische Expedition

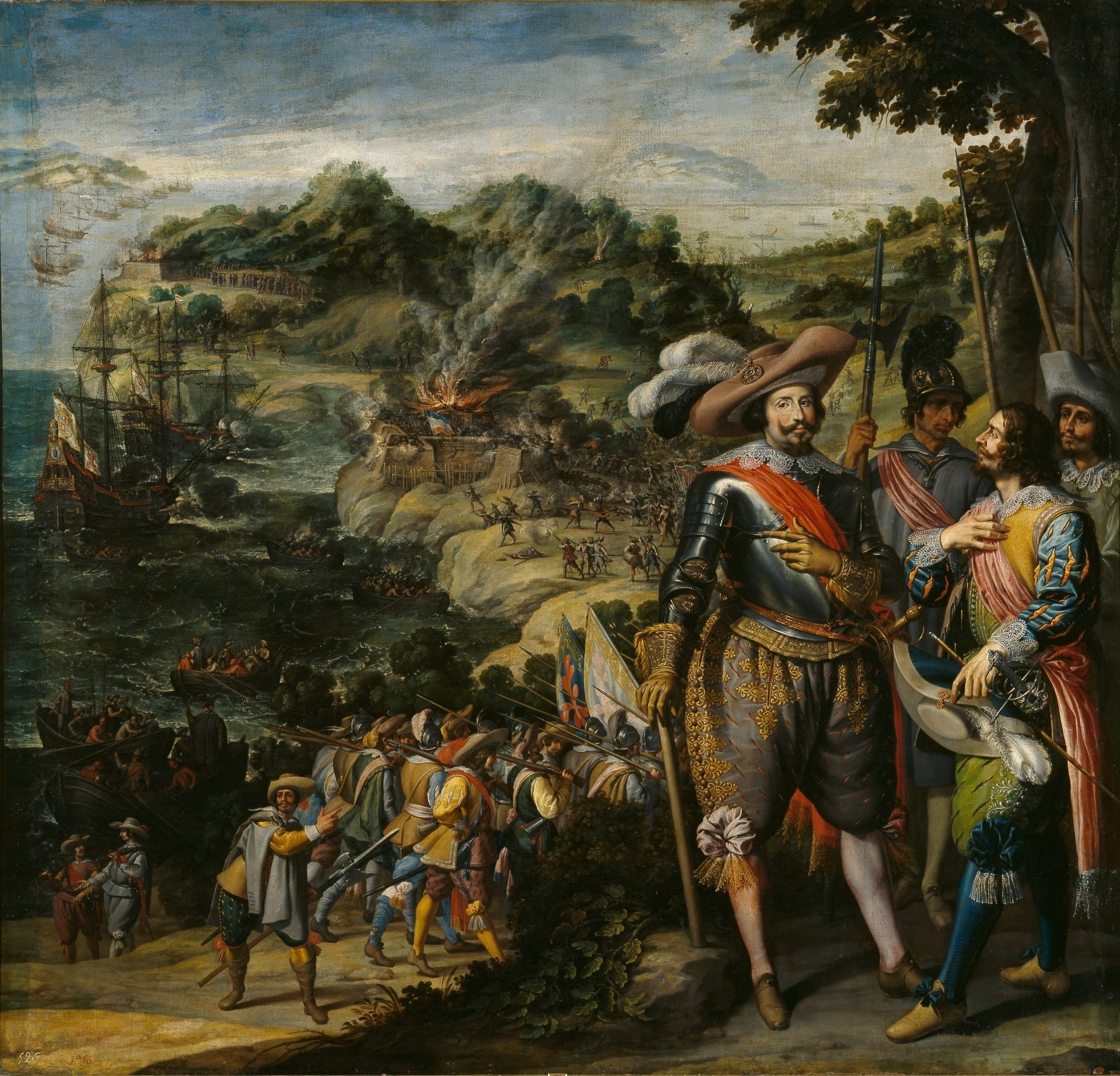
Die Eroberung von St. Kitts 1629 – im Vordergrund Don Fadrique de Toledo; Gemälde von Felix Castello, 1634

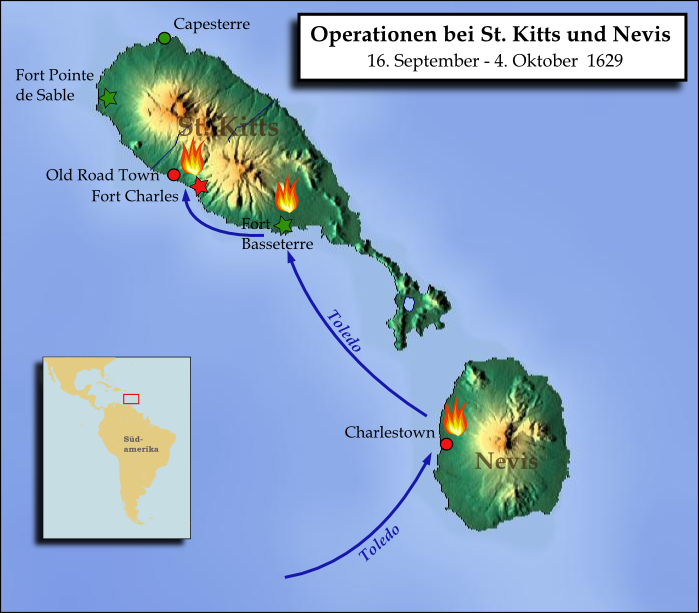
Karte der Eroberung der Inseln St. Kitts und Nevis durch spanische Truppen 1629

Der an sich europäische Konflikt hatte zunächst nur geringe Auswirkungen auf die Entwicklung in Übersee, da beide Parteien ihre Ressourcen in den Konflikten auf dem Festland einsetzen mussten. Bereits im Januar 1624 hatte eine kleine englische Expedition Siedlungen auf der Insel St. Kitts in der Karibik gegründet, obwohl diese Inseln von Spanien beansprucht wurden. Kurz darauf stießen auch französische Kolonisten zu ihnen, und es entwickelte sich eine örtliche Zusammenarbeit beider Nationen gegen die Kariben. Bereits 1625/26 diente die Insel nunmehr einer französischen Brigantine als Flucht- und Stützpunkt. Bald darauf wurden die beiden Befestigungen Fort Charles und Fort Pointe de Sable angelegt. Selbst während des Krieges zwischen ihren Heimatländern in Europa hielt die englisch-französische Kooperation auf St. Kitts an. Lediglich nach Abschluss des Friedensvertrags zwischen England und Frankreich in Europa kam es im Juli 1629 über die territoriale Aufteilung der Insel zu einem kurzen Feuergefecht. Zwischenzeitlich hatten englische Siedler 1628 auch auf der benachbarten Insel Nevis eine erste Siedlung gegründet.
In Spanien wollte man verhindern, dass sich England in der Karibik festsetzte. Für das Jahr 1629 plante man deshalb eine Expedition zur Zerstörung der neuen englischen Kolonien. Im Herbst trafen daher zwei spanische Flotten ein. Die erste bestand aus sieben Galeonen und drei weiteren Schiffen unter Admiral Fadrique de Toledo und dessen Stellvertreter Vize-Admiral Antonio de Oquendo. Die zweite Flotte bestand aus zehn Galeonen unter Admiral Martín de Vallecilla. Sie sollte später die jährliche Silberflotte eskortieren. Am 16. September 1629 überfielen vier Galeonen den Hafen von Nevis und eroberten dort acht englische Handelsschiffe. Zwei weitere konnten entkommen und St. Kitts vor dem bevorstehenden Angriff warnen. Während des Kampfes zwischen den spanischen Schiffen und der englischen Batterie auf dem Pelican Point lief die Jesus María auf Grund und erhielt zahlreiche Treffer. Daher gingen spanischen Truppen an Land und stürmten die Batterie. Dabei wurden 22 Engländer getötet und viele weitere in den Dschungel gejagt. Am Morgen des 18. September 1629 kapitulierte John Hilton, Bruder des abwesenden Gouverneurs Anthony Hilten, woraufhin alle englischen Gebäude auf der Insel zerstört wurden.
Nachdem sie durch einen Sturm aufgehalten worden war, erschien Admiral de Toledos Flotte vor St. Kitts und beschoss zunächst das französische Fort Basseterre. Danach landete sie Truppen an einem Strand nahe Fort Charles. Zwar wehrten die Engländer die ersten Angriffe in einem vorbereiteten Grabensystem ab, doch dank ihrer numerischen Überlegenheit brachen die Spanier schließlich in die englische Verteidigung ein. Der französische Befehlshaber Du Roissey evakuierte daraufhin 400 französische Siedler von der Insel. Noch während die Spanier dabei waren, Fort Charles zu schleifen, kapitulierten die verbliebenen englischen und französischen Siedler auf St. Kitts. Die Expedition stellte einen großen spanischen Erfolg dar: 129 Kanonen, 42 Mörser, 1350 Musketen, Munition, 3100 Gefangene und ein halbes Dutzend Prisen waren in Admiral de Toledos Hände gefallen. Auch in den folgenden Wochen ging de Toledo gegen kleinere englisch-französische Siedlungen zum Beispiel auf Hispaniola vor. Als er am 4. Oktober 1629 St. Kitts und Nevis verließ, brachte er 800 katholische Siedler nach Cartagena, während die 2300 anderen auf spanischen Schiffen zurück nach Europa gebracht wurden. Allerdings wurde keine spanische Garnison zurückgelassen, sodass die Engländer bald zurückkehren konnten. Ab Frühjahr 1630 verstärkten sie ihre Kolonisierungsbemühungen in der Karibik (vor allem auf den Bahamas), wobei ihnen Tortuga lange als Basis diente.

## Friedensschluss
Eine Reihe von Ereignissen in Europa bereitete den Weg für eine Beilegung des englisch-spanischen Konflikts. Im Dezember 1627 starb der Herzog von Mantua, und bald begann sich ein französisch-spanischer Konflikt (siehe Mantuanischer Erbfolgekrieg) über die Frage seiner Nachfolge abzuzeichnen, in der jede Macht einen jeweils anderen Favoriten unterstützte. Damit zerbrach nicht nur die kurzlebige französisch-spanische Allianz, vielmehr versuchte die spanische Regierung nun zu einem Ausgleich mit England zu gelangen, der es ihr erlaubte, den Rücken freizubekommen. Dies erwies sich für England als Glücksfall, denn tatsächlich hatte der Conde de Olivares, leitender Minister in Spanien, im Zuge des französisch-spanischen Bündnisses vom Frühjahr 1627 mit dem Gedanken an eine Invasion der britischen Inseln in Irland oder Schottland gespielt. Außerdem wurde im August 1628 der Duke of Buckingham ermordet. Neuer außenpolitischer Berater des Königs wurde Sir Dudley Carleton, der im Gegensatz zu seinem Vorgänger kaum eigene Interessen verfolgte. Die Expeditionen gegen Frankreich hatte Charles I. nur unter großen Opfern finanzieren können. Unter anderem hatte er Krongut und Juwelen verkauft, wertvolles Besteck einschmelzen lassen und die Eintreibung von Zwangsanleihen befohlen. Dennoch hatte sich auch dieser Krieg als Desaster erwiesen. Am 24. April 1629 unterzeichneten Frankreich und England den Frieden von Susa; er brachte Charles keinerlei Gewinn ein.
Die spanische Regierung ließ nun die Friedensbereitschaft in London zunächst durch Abbé Cesare Alessandro Scaglia (1592–1641) aus dem verbündeten Savoyen sondieren, bevor im Juni 1629 der in spanischen diplomatischen Diensten stehende Maler Peter Paul Rubens (1577–1640) zu direkten Verhandlungen in London eintraf. Die Gespräche verliefen fruchtbar, sodass Charles bereits im November 1629 den ehemaligen Botschafter Sir Francis Cottington (1579–1652) mit dem Auftrag nach Madrid entsandte, den Frieden von London, welcher 1604 den letzten englisch-spanischen Krieg beendet hatte, zu bestätigen. Hier fuhren sich die Verhandlungen jedoch bald fest, da Charles auf der vollständigen Räumung der Pfalz von spanischen Truppen bestand. Ab April 1630 war abzusehen, dass die Spanier dem nicht zustimmen würden. Dennoch zogen sich die englischen Versuche sie umzustimmen bis zum Herbst hin. Erst am 27. September 1630 stimmte Charles schließlich einem Vertragsentwurf zu, in welchem von der Pfalz keine Rede mehr war. So gelang nach neunmonatiger Verhandlungsdauer am 15. November 1630 der Abschluss eines Friedensvertrags, der eine modifizierte Version des Vertrags von 1604 darstellte und im Wesentlichen den Status quo ante herstellte. Am 15. Dezember 1630 wurde der Friedensvertrag offiziell bekannt gegeben und zwei Tage später von Philipp IV. und Charles I. ratifiziert.

## Folgen

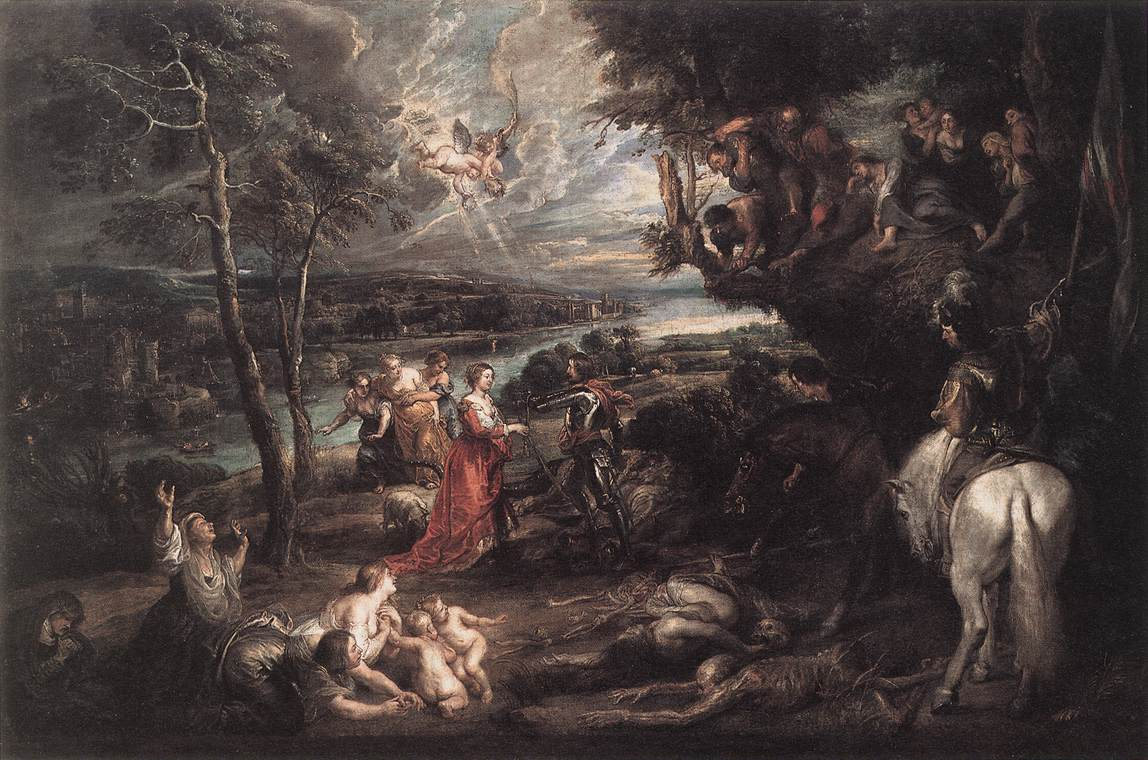
Während seines Aufenthaltes in England malte Peter Paul Rubens das Gemälde Eine Landschaft mit dem Heiligen Georg und dem Drachen. Es zeigt König Charles I. als den Heiligen Georg und Henrietta Maria. In der Darstellung hat Charles dem Land den Frieden gebracht, was eine Anspielung auf den Frieden von Madrid ist.

Der Einfluss des englischen Vorgehens auf den Verlauf des Dreißigjährigen Krieges blieb gering. So gibt es keine Indizien dafür, dass der englische Krieg Spanien in seinen Anstrengungen, die Vereinigten Provinzen zu besiegen, wesentlich behindert hätte. Zwar hatten die Niederländer Gelder und Verstärkungen durch in England geworbene Söldnerkontingente erhalten, doch da der Krieg in diesen Jahren fast nur aus Belagerungen, nicht aber aus größeren Operationen und Feldschlachten bestand, fiel das kaum ins Gewicht. Aus dem Friedensschluss und der anschließenden kooperativen Haltung Englands zog Spanien eher Vorteile. Spanischen Schiffen wurde ab 1631 erlaubt, auf ihrem Weg von Spanien nach den Niederlanden und zurück englische Häfen zu benutzen. Dies stellte zweifellos eine logistische Unterstützung dar.
Die wichtigsten unmittelbaren Folgen hatte der Friedensschluss deshalb auf die Vereinigten Provinzen der Niederlande. Aus diesem Grund versuchte die englische Diplomatie lange, ihre Friedensverhandlungen gegenüber den Verbündeten geheim zu halten oder herunterzuspielen. Doch das Verhältnis beider Staaten verschlechterte sich zusehends und erreichte mit dem Frieden von Madrid einen Tiefpunkt. Am 12. Januar 1631 kam sogar noch ein geheimer Zusatzvertrag zwischen Spanien und England zustande, der einen gemeinsamen Angriff auf die Vereinigten Provinzen vorsah. Dies war eine Geste, mit der König Charles I. seine guten Absichten gegenüber Spanien demonstrieren wollte. Denn er hoffte nun in Kooperation mit Spanien zu erreichen, was er durch einen Krieg nicht hatte erzwingen können: die Wiederherstellung der Kurpfalz und deren Räumung von spanischen Truppen. Auch wenn unklar bleibt, inwieweit beide Seiten wirklich vorhatten, den Bedingungen des Vertrags zu entsprechen, hatte Charles damit England erstmals seit 1560 wieder ins spanische Lager geführt, wo es bis zum Ausbruch des Französisch-Spanischen Krieges im Jahre 1635 verblieb. In den Jahren 1632 und 1634 erreichten Nachrichten die Niederlande, dass der spanische Botschafter in London versuche, einen englisch-niederländischen Konflikt über die Kolonie Nieuw Nederland zu provozieren und somit einen Krieg beider Länder auszulösen. Obwohl es dazu nicht kommen sollte, wurde offensichtlich, dass die Politik Charles’ I. das englisch-niederländische Verhältnis für die nächsten Jahrzehnte belastet hatte. Beide Staaten sollten sich in den kommenden 50 Jahren misstrauen und nicht weniger als drei Kriege gegeneinander (siehe Englisch-Niederländische Seekriege) führen.
Nach dem Frieden von Madrid zog sich England aus den europäischen Konflikten weitgehend zurück. Zwar versuchte man seit 1630 den im Reich gelandeten Schwedenkönig Gustav II. Adolf gegen die Zahlung von Subsidien zur Befreiung der Kurpfalz zu bewegen, doch auch diese diplomatischen Bemühungen schlugen fehl. Als Friedrich V. von der Pfalz im November 1632 gestorben war, hatte das Thema für die englische Politik keine Priorität mehr. Seit 1630 trat Frankreich außerdem als größter Geldgeber und Unterstützer der protestantischen Mächte gegen die Habsburger auf. Charles I. verfügte demgegenüber ohne Gelder und Truppen über keinerlei diplomatisches Gewicht mehr in Europa und verlor darum im protestantischen Lager zwangsläufig an Bedeutung. Erst als Frankreich sich ab 1635 im Krieg mit Spanien befand und eine Eroberung der Kurpfalz durch französische Truppen wahrscheinlicher wurde, signalisierte Charles I. seine Bereitschaft, erneut gegen Spanien Partei zu ergreifen. Bevor dies realisiert werden konnte, machte der Konflikt in Schottland (siehe Bischofskrieg) eine Intervention im Ausland jedoch unmöglich. Spanien wiederum hatte nach dem Ausbruch des Krieges gegen Frankreich ein erhöhtes Interesse an einem Bündnis mit England, um die englischen Häfen im Ärmelkanal nutzen zu können. Es versprach daher bereits 1636, sich für eine Restauration der Kurpfalz (nun im Besitz Kaisers Ferdinands III.) einzusetzen. Es zeigte sich jedoch 1639 während der Seeschlacht bei den Downs, dass England nicht einmal über die nötigen Kräfte verfügte, um seine eigenen Küstengewässer zu schützen, geschweige denn die Rolle eines nützlichen Verbündeten zu übernehmen.
Überdies hatte sich das Verhältnis zwischen König Charles I. und dem englischen Parlament durch die Streitigkeiten während des Krieges dramatisch verschlechtert. Als Kronprinz war die Initiative zum Krieg von ihm und Buckingham ausgegangen, wobei er das Parlament gegen seinen zögernden Vater benutzt hatte. Aber 1625 hatte sich die Versammlung unkooperativ gezeigt und im folgenden Jahr hatte sie überhaupt keine Gelder bewilligt. Als Charles sich diese Gelder durch Zwangsanleihen verschaffte und Leute, die sich dem widersetzten, inhaftierte, stärkte er die Opposition. Im Jahr 1628 wies Charles die vom Parlament eingereichte „Petition of Right“ zurück und löste es zum dritten Mal auf, um seinen Favoriten Buckingham zu schützen. Damit „goss er Öl in das Feuer der konstitutionellen Krise“. Ein letzter Versuch, das Parlament 1629 zur Geldbewilligung zu bewegen, endete in der Erklärung der Abgeordneten, dass die Geldeintreibungen des Königs und die Verhaftungen illegal seien. Nachdem Charles I. das Parlament wiederum aufgelöst hatte, berief er es für fast zehn Jahre nicht mehr ein. Die spanienfreundliche Politik der nächsten Jahre machte ihn besonders unter den radikalen Puritanern unbeliebt. Als Charles die Abgeordneten schließlich wieder für Steuerbewilligungen brauchte und ein Parlament einberief, markierte dies den Beginn des Englischen Bürgerkrieges, an dessen Ende der König im Januar 1649 enthauptet wurde.